# Helene Wuts
Helène Wuts (30 augustus 1974) is een Nederlandse schaakster met FIDE-rating 2113 in 2017. Ze is een FIDE-meester bij de vrouwen (WFM). 

## Schaakcarrière
- Helène speelde een paar keer mee om het kampioenschap van Nederland.
- In juni 1990 speelde ze in het wereldkampioenschap schaken in de categorie meisjes tot 16 jaar.[1]
- Ze speelde mee in het "Hogeschool Zeeland toernooi" te Vlissingen in 2001, hier was Jeroen Piket de winnaar.
- In 2002 speelde ze in de "Frauen Bundesliga" en in het "Wetterskip Fryslân toernooi" te Leeuwarden.
- In een snelschaaktoernooi in Overschie in 2003 wist ze van Bruno Carlier, die het toernooi op zijn naam zette, te winnen.

## Externe koppelingen
- (en)   Informatie over schaakpartijen van Helene Wuts op ChessGames.com
- (en)   Informatie over schaakpartijen van Helene Wuts op 365chess.com
- (en)  FIDE-ratinggegevens voor Helene Wuts